# Debate sobre o Estado da Nação

Assembleia da República

O Debate sobre o Estado da Nação é um debate de política geral portuguesa, que tem lugar em reunião plenária da Assembleia da República. O debate é iniciado com uma intervenção do Primeiro-Ministro sobre o estado da Nação, sujeito a perguntas dos grupos parlamentares, seguindo-se um debate generalizado que é, depois, encerrado pelo Governo.
O debate sobre o Estado da Nação tem lugar, em cada sessão legislativa, em data a fixar por acordo entre o Presidente da Assembleia da República e o Governo, numa das últimas 10 reuniões da sessão legislativa.
O debate sobre o Estado da Nação foi consagrado pela primeira vez no Regimento da Assembleia da República em 1992, enquadrada nas alterações introduzidas no funcionamento da Assembleia da República após as duas maiorias absolutas de Cavaco Silva (em 1987 e 1991), por forma a permitir um maior escrutínio do governo, baseado nos discursos americanos sobre o Estado da União.